# Estación de Horna-Villarcayo
Horna-Villarcayo, también denominada Villarcayo, fue una estación de ferrocarril situada en el municipio español de Villarcayo de Merindad de Castilla la Vieja, en la provincia de Burgos. Perteneciente al ferrocarril Santander-Mediterráneo, estuvo en servicio entre 1930 y 1985.
En el antiguo recinto ferroviario se conserva una locomotora «Mikado», la RENFE 141F-2401.

## Situación ferroviaria
Las instalaciones se encontraban situadas en el punto kilométrico 345,611 de la línea férrea de ancho ibérico Santander-Mediterráneo, a 603 metros de altitud sobre el nivel del mar.

## Historia
Las instalaciones entrarían en servicio en noviembre de 1930 con la inauguración del tramo Trespaderne-Cidad. Villarcayo llegó a ser una de las principales estaciones de la línea, contando sus instalaciones con una amplia playa de vías; un depósito de locomotoras y una rotonda giratoria de 25 metros de diámetro; y unos talleres para el mantenimiento y reparación de vagones. La intención original de la Compañía del Ferrocarril Santander-Mediterráneo era establecer en Villarcayo los talleres principales de toda la línea, aunque esto no se llegaría a materializar debido a que el ferrocarril nunca se concluyó.
En 1941, con la nacionalización de los ferrocarriles de ancho ibérico, las instalaciones pasaron a manos de RENFE. A partir de 1966 los servicios de viajeros del tramo Burgos-Cidad pasaron a tener en Villarcayo su última parada, lo que convirtió a esta estación en una terminal de facto. Para entonces el trazado se encontraba en pleno declive. Las instalaciones de Villarcayo se mantuvieron operativas hasta la clausura de la línea en 1985.